# 川崎M級貨櫃船
川崎M級貨櫃船（英文：M-class container ship）是日本今治造船為川崎汽船（現為海洋網聯船務）建造的10艘貨櫃船系列。最高載櫃為13,900個20呎標準貨櫃，船隻於2015年至2018年間投入服務。

## 歷史

### 訂單
在H級貨櫃船的所有訂單完成交付後，川崎汽船在2013年3月公佈一份全新的貨櫃船訂單，為五艘新巴拿馬型貨櫃船，載櫃量落在13,800至14,000個貨櫃之間，這批船預計在2015年的春天至夏天期間陸續交付，訂單將全數交由日本的今治造船負責。
2014年9月，川崎汽船宣布追加五艘同型號的貨櫃船，預計在2018年的春天至夏天期間交付，而川崎汽船將會在四年後的2018年合併至海洋網聯船務，因此這份追加訂單亦成為川崎汽船在結束貨櫃船業務前最後一次訂造貨櫃船。

### 塗裝更換
隨着川崎汽船、商船三井和日本郵船在2017年合併成海洋網聯船務。川崎汽船陸續安排旗下的M級貨櫃船進行塗裝更換工程，從以銀灰色為主色調的塗裝，更換成以洋紅色為主色的塗裝，船身亦印上海洋網聯船務的白色「ONE」標誌。

## 設計

### 尺寸
- 載貨能力：
  - 13,870個集裝箱
  - 800個冷藏集裝箱
- 船長：365.94米（1,200英尺7英寸）
- 吃水深度：15.5米（50英尺10英寸）
- 型寬：51.2米（168英尺0英寸）
- 最高航速：22節（41每小時；25英里每小時）
- 載重噸位：150,709噸

## 船隻列表
| 船名           | 曾用船名                      | 中文船名     | 造船編號 | IMO編號 | 呼號   | 安放龍骨日期  | 下水日期       | 交付日期      | 狀態   | 所有者   | 備註 | 參考資料 |
| -------------- | ----------------------------- | ------------ | -------- | ------- | ------ | ------------- | -------------- | ------------- | ------ | -------- | ---- | -------- |
| ONE Millau     | Millau Bridge (2015-2020)     | 海聯米約     | 2531     | 9706736 | H9RD   | 2014年3月31日 | 2014年12月24日 | 2015年3月31日 | 服役中 | 正榮汽船 |      | [ 2 ]    |
| ONE Manchester | Manchester Bridge (2015-2020) | 海聯曼徹斯特 | 2532     | 9706748 | 9V7112 | 2014年4月8日  | 2015年2月10日  | 2015年5月19日 | 服役中 | 正榮汽船 |      | [ 3 ]    |
| ONE Munchen    | Munchen Bridge (2015-2020)    | 海聯慕尼黑   | 2533     | 9706750 | 9V9952 | 2014年5月12日 | 2015年3月24日  | 2015年7月13日 | 服役中 | 正榮汽船 |      | [ 4 ]    |
| ONE Mackinac   | Mackinac Bridge (2015-2020)   | 海聯麥基諾   | 2535     | 9689603 | 7JUR   | 2014年6月16日 | 2015年5月8日   | 2015年8月19日 | 服役中 | 正榮汽船 |      | [ 5 ]    |
| ONE Manhattan  | Manhattan Bridge (2015-2020)  | 海聯曼哈頓   | 2536     | 9689615 | 7JVP   | 2014年6月27日 | 2015年6月20日  | 2015年10月7日 | 服役中 | 正榮汽船 |      | [ 6 ]    |
| ONE Milano     | Milano Bridge (2018-2022)     | 海聯米蘭     | 2571     | 9757187 | 3FAY4  | 2015年7月30日 | 2017年7月18日  | 2018年1月18日 | 服役中 | 正榮汽船 |      | [ 7 ]    |
| ONE Monaco     | Monaco Bridge (2018-2023)     | 海聯摩納哥   | 2572     | 9757204 | H9BB   | 2015年7月30日 | 2017年9月8日   | 2018年2月9日  | 服役中 | 正榮汽船 |      | [ 8 ]    |
| ONE Madrid     | Madrid Bridge (2018-2023)     | 海聯馬德里   | 2573     | 9805453 | 7KBO   | 2015年9月15日 | 2017年11月9日  | 2018年4月13日 | 服役中 | 正榮汽船 |      | [ 9 ]    |
| ONE Meishan    | Meishan Bridge (2018-2023)    | 海聯梅山     | 2575     | 9805465 | 7KCA   | 2015年9月15日 | 2017年12月28日 | 2018年5月30日 | 服役中 | 正榮汽船 |      | [ 10 ]   |
| ONE Minato     |                               | 海聯港區     | 2576     | 9805477 | 7KDF   | 2015年9月15日 | 2018年2月24日  | 2018年7月18日 | 服役中 | 正榮汽船 |      | [ 11 ]   |

## 外部連結
- （英文）海洋網聯船務首頁 （页面存档备份，存于）
- （英文）川崎汽船首頁 （页面存档备份，存于）
- （日語）今治造船首頁 （页面存档备份，存于）